# Рузина, Алёна Евгеньевна
Алёна Евгеньевна Рузина (18 октября 1999, Ногинск, Московская область) — российская футболистка, полузащитница, выступала за клуб «Локомотив» и сборную России.

## Биография
В детстве помимо футбола занималась волейболом и дзюдо. В футболе начинала заниматься в СДЮСШОР города Ногинска у тренера Барковой Валентины Владимировны, позднее вслед за тренером перешла в СШОР № 27 «Сокол» Красносельского района Москвы. В составе сборной Москвы становилась победительницей первенства России 2017 года среди девушек до 19 лет и признавалась лучшей полузащитницей турнира.
В составе старшей команды «Сокола» выступала в первом дивизионе России.
С 2018 по 2022 год выступала за московский «Локомотив». Дебютный матч в высшей лиге России сыграла 21 апреля 2018 года против «Енисея», а первый гол забила 10 сентября 2018 года в ворота ижевского «Торпедо». В своём первом сезоне за «Локомотив» сыграла все 14 матчей, забив 2 гола. Серебряный призёр чемпионата России 2019 и 2020 годов, чемпионка России 2021 года, бронзовый призёр 2022 года, дважды становилась обладателем Кубка и Суперкубка страны.
Выступала за юношескую и молодёжную сборную России. 11 июня 2021 года дебютировала в национальной сборной России в товарищеском матче против Бразилии (0:3).